# Pengxi
Pengxi (en chino, 蓬溪; pinyin, Péngxī) es un condado bajo la administración directa de la ciudad-prefectura de Suining. Se ubica en la provincia de Sichuan, centro-sur de la República Popular China. Su área es de 1251 km² y su población total para 2010 superó los 550 mil habitantes. 

## Administración
Desde julio de 2023, el Condado Pengxi se divide en 20 pueblos que se administran en 1 subdistrito, 17 poblados y 2 villas.

## Toponimia
En el año 742 durante la dinastía Tang, el condado Tangxing (唐兴县) fue renombrado como Pengxi (蓬溪县). Según el Diccionario del Origen de los Nombres de Lugares de China (中国地名由来词典) se debe a la presencia del monte Peng (蓬山) y el arroyo Xi (溪水) que baña la región.